# Im letzten Wagen
Im letzten Wagen ist eine Erzählung von Leonhard Frank. Sie erschien 1925 im Rowohlt Verlag sowie 1929 unter dem Titel Absturz bei Reclam.

## Inhalt

### 1. Kapitel
In einem Kurort in den Bergen lernen sich ein Bankier und ein Handlungsreisender kennen. Auf dem Weg in ein Café kommen sie an einem Sägewerk vorbei. Sie erfahren, dass die Arbeiter streiken, weil etwa 100 von ihnen, ca. ein Drittel der Belegschaft, entlassen werden soll. Ein sozialistischer Agitator spricht zu den Arbeitern. Jemand steht mit einem Notizbuch etwas abseits – ein Spitzel, wie sich später herausstellt.

### 2. Kapitel
Reisende besteigen einen Zug, der von dem Kurort hinab ins Tal fahren soll. Ein betrunkener Bahnarbeiter koppelt gerade den letzten Wagen an, in dem folgende Personen mitfahren:
Im hinteren Abteil:
- der Bankier mit seiner hochschwangeren Frau
- der Handlungsreisende
- ein Geistlicher
- ein Offizier
- ein Chefredakteur
- ein Universitätsprofessor

Im vorderen Abteil:
- der Agitator
- der Staatsanwalt

Auf dem Gang:
- der (vom Staatsanwalt beauftragte) Spitzel
- ein entlassener Arbeiter aus dem Sägewerk
- ein Korpsstudent
- ein Bauer

Der Staatsanwalt erzählt dem Agitator, dass er bei politischen Prozessen die Anklage vertritt und warnt ihn davor, dass er für Leute wie ihn, die Arbeiter aufhetzen, lange Haftstrafen oder sogar die Todesstrafe fordern kann.

### 3. Kapitel
Im hinteren Abteil unterhält man sich über die politische und wirtschaftliche Lage. Die Bankiersfrau möchte ihren Mann überzeugen, eine Schule für begabte Arbeiterkinder zu finanzieren, was er aber ablehnt. Dann kommt das Gespräch auf einen sehr hohen Viadukt, über den der Zug kurz darauf fahren soll und der als Meisterwerk der Baukunst gilt.
Währenddessen erzählt der Staatsanwalt dem Agitator, dass er selbst in seiner Jugend ein "Rächer der Armen, ein Revolutionär" werden wollte, die er heute vor Gericht bekämpft. Der Agitator wirft ihm "Zynismus" und "Gesinnungslumperei" vor.

### 4. Kapitel
Ein weiterer Fahrgast, der die ganze Zeit an der Rückwand des Wagens stand und Geld zählte, reißt plötzlich die Tür auf und springt aus dem Wagen. Der Wagen hat sich vom Zug getrennt und rollt langsam weiter, was die Fahrgäste aber noch nicht bemerken. Als der Zug eine Weiche passiert, stellt der Bahnwärter die Weiche um, sodass der abgehängte Wagen auf eine Nebenstrecke umgeleitet wird, auf der Güterzüge Holz zu einem Sägewerk fahren. Die Strecke geht bergab und der Wagen wird schneller. Der Arbeiter will wegen des abgesprungenen Mannes die Notbremse ziehen und bemerkt dabei, dass der Wagen abgehängt ist und es keine Rettung vor einem tödlichen Unfall mehr gibt. Den anderen wird die Gefahr mit Verzögerung, aber dann schlagartig bewusst.
Je schneller der Wagen rast, umso mehr steigert sich ihre Panik; sie laufen ziellos durch den Wagen und werden hin- und hergeschleudert. Bei der Frau setzen die Wehen ein, ihre Schreie können ihren Mann jedoch nicht aus seiner eigenen Angst und Lähmung herausreißen. Der Arbeiter hilft ihr, auf dem Boden des Abteils das Kind zur Welt zu bringen. Der Bankier glaubt, dass der Wagen aus der Kurve des Viadukts springen und abstürzen werde – ein Irrtum, da der Zug diese Strecke ja an der Weiche verlassen hat. Ein bisher nicht erwähnter Fahrgast, ein "Karusellbesitzer", stürzt wie wahnsinnig aus dem vordersten Abteil und springt aus dem Wagen, wobei ihm der Arm abgerissen wird. Der Agitator erkennt in der Ferne einen Güterzug, auf den der Wagen aufzufahren droht. Kurz darauf bemerkt auch der Lokführer dieses Zuges den Wagen und beschleunigt, um eine Kollision zu verhindern. Als die Geschwindigkeiten sich angeglichen haben, bremst er vorsichtig ab, sodass der Wagen langsam auffährt und mit dem Zug zum Stehen kommt.

### 5. Kapitel
In ihrer Panik bemerken die Fahrgäste ihre Rettung im ersten Moment nicht. Dann verlassen sie erschöpft den Wagen. Der Lokführer bemerkt, dass der Bahnarbeiter beim Ankuppeln des Wagens vergessen hat, die Sicherungen einzuhaken. Er koppelt den Wagen an und nimmt die Fahrgäste bis zum Sägewerk mit. Langsam beginnen die Gespräche zwischen den Reisenden wieder. Der Bankier kümmert sich nach der Ankunft um die medizinische Versorgung seiner Frau, doch die Beziehung zwischen beiden ist durch den Zwischenfall gestört – die Frau glaubt, an der unterlassenen Hilfe in der Notsituation zu erkennen, dass ihr Mann sie nie wirklich geliebt hat. Indirekt bestätigt er dies, indem er ihr Krankenbett wegen eines Geschäftstermins kurz darauf verlässt.

## Thematik
Die Fahrgäste repräsentieren verschiedene Gruppen der Gesellschaft der Weimarer Republik; jeder verhält sich gemäß der an diese Gruppe gestellten Rollenerwartungen: Der Handlungsreisende ist jovial und oberflächlich, der Professor ernst und schweigsam, der Geistliche redet nur in religiösen Phrasen etc. Diese Rollen fallen in der Todesangst jedoch von den Menschen ab. Ihr Verhalten, nachdem der Bankier vor dem herannahenden Viadukt gewarnt hatte, wird wie folgt beschrieben:
"Das waren die letzten Laute menschlicher Sprache, überbrüllt schon von den Schreien der Todesfurcht, für die es in keiner Sprache Wörter gibt. Die allerletzten Reste der Lebensmasken, Masken, die im Laufe des Lebens zu Gesichtern geworden waren, fielen ab - das Urgesicht erschien. Alle preßten sich, zurückweichend vor dem Viadukt, übereinandertaumelnd, wild gegeneinander kämpfend und in Todesfurcht brüllend, an die Rückwand des Wagens, um acht Meter weiter entfernt zu sein vom Todessturz."
Frank stellt hier also soziale Ordnungen und Konventionen, ja sogar die Zivilisation insgesamt, als dünne Oberfläche dar, die bei existentieller Bedrohung sofort verschwindet, wodurch der Mensch sich entwürdigt und beinahe zum Tier herabsinkt. Der Schluss der Erzählung zeigt, dass das Ereignis keine dauerhafte Wirkung auf die Fahrgäste hatte, da jede Figur, die noch einmal zu Wort kommt, in ihr bisheriges Verhaltens- und Sprachmuster zurückfällt.